# 越部村
越部村（こしべむら）は、兵庫県揖保郡にあった村。現在のたつの市の北東部、揖保川の右岸、姫新線・東觜崎駅の北西、播磨新宮駅の南方一帯にあたる。

## 地理
- 山岳：亀山
- 河川：揖保川、栗栖川

## 歴史
- 1889年（明治22年）4月1日 - 町村制の施行により、揖東郡段之上村・市野保村・仙正村・馬立村・中庄村・下野田村・船渡村・北村・觜崎村・佐野村の区域をもって発足。
- 1896年（明治29年）4月1日 - 所属郡が揖保郡に変更。
- 1951年（昭和26年）4月1日 - 新宮町・西栗栖村・東栗栖村・香島村と合併して新宮町が発足。同日越部村廃止。